# Teleonomia
Il termine teleonomia (dal greco antico τέλος, télos, fine, scopo e il suffisso nomia, governo, amministrazione ordinata) in biologia è un concetto usato per la prima volta, nel 1970, da Jacques Monod, nella sua teoria che vedeva all'interno delle strutture degli esseri viventi un'azione finalistica, causata dalla selezione naturale, diretta a favorire le funzioni vitali eliminando quelle che le ostacolavano.
Secondo altre fonti il lemma "teleonomia" fu inventato da Colin S. Pittendrigh nel 1958.

## Evoluzionisti e creazionisti
Ne L'origine delle specie (1859) Charles Darwin con la sua teoria evoluzionistica sosteneva che le variazioni morfologiche degli esseri viventi erano dovute alla casualità escludendo dalla considerazione della natura ogni finalismo ad opera di un'azione provvidenziale di un Dio creatore.  Nasceva  quindi una polemica con i creazionisti i quali rifiutavano una spiegazione meccanicistica e naturalistica dello sviluppo della vita escludente un qualsiasi intervento sovrannaturale.

## La teleonomia di Monod
(Jacques Monod, Il caso e la necessità, cap. II, 1)
Con il libro Il caso e la necessità (1970) Jacques Monod s'inserisce nella polemica tra creazionisti ed evoluzionisti  affermando che «[Le alterazioni nel DNA] sono accidentali, avvengono a caso, e poiché esse rappresentano la sola fonte possibile di modificazione del testo genetico, a sua volta unico depositario delle strutture ereditarie dell'organismo, ne consegue necessariamente che soltanto il caso è all'origine di ogni novità, di ogni creazione nella biosfera. Il caso puro, il solo caso, libertà assoluta ma cieca, alla radice stessa del prodigioso edificio dell'evoluzione: oggi questa nozione centrale della Biologia non è più un'ipotesi fra le molte possibili o perlomeno concepibili, ma è la sola concepibile in quanto è l'unica compatibile con la realtà quale ce la mostrano l'osservazione e l'esperienza. Nulla lascia supporre (o sperare) che si dovranno, o anche solo potranno, rivedere le nostre idee in proposito.» 
Gli esseri viventi infatti rappresentano un sistema chiuso: essi sono caratterizzati dall'"invarianza" e dalla "teleonomia" cioè dalla capacità di trasmettere la propria struttura genetica alle generazioni successive. Quando si verifica una mutazione questa è da ascrivere non ad un'impossibile interazione con l'ambiente ma piuttosto con eventi casuali verificatisi al suo interno:
 
«Gli eventi iniziali elementari, che schiudono la via dell'evoluzione ai sistemi profondamente conservatori rappresentati dagli esseri viventi sono microscopici, fortuiti e senza alcun rapporto con gli effetti che possono produrre nelle funzioni teleonomiche.» 
Tuttavia, dal momento in cui la modifica nella struttura del DNA si è verificata, una volta avvenuta la mutazione «l'avvenimento singolare, e in quanto tale essenzialmente imprevedibile, verrà automaticamente e fedelmente replicato e tradotto, cioè contemporaneamente moltiplicato e trasposto in milioni o miliardi di esemplari. Uscito dall'ambito del puro caso, esso entra in quello della necessità, delle più inesorabili determinazioni. La selezione opera in effetti in scala macroscopica, cioè a livello dell'organismo.» 
Monod quindi opera una sintesi tra il caso che origina le mutazioni e il rigido determinismo che opera nel meccanismo della selezione naturale nel momento in cui l'essere vivente mutato si deve mettere alla prova con l'ambiente.